# N-idrossiurea
La N-idrossiurea  o HDU è un derivato dell'urea, solubile in acqua, ottenuto per l'azione di blandi ossidanti sulla sua molecola; oppure è ottenuta per reazione a caldo del cianato di sodio (NaOCN) con l'idrossilammina (NH2OH). 

## Farmacologia
È un composto chimico inibitore della sintesi del DNA in vivo. Ciò avviene per la comune capacità del suo gruppo idrossilamminico (-NHOH) di interferire con ioni metallici posizionati nel sito catalitico di certi enzimi.
Uno di questi è la ribonucleotide-difosfato reduttasi (RDPR), enzima chiave che converte i ribonucleotidi (pronti per la sintesi dell'RNA) in desossi-ribonucleotidi, le unità utilizzate nella sintesi del DNA. La RDPR, infatti, contiene atomi di ferro nel suo sito catalitico; tramite interazione chelante con gli ioni ferro trivalente, l'HDU impedisce il transito di elettroni (equivalenti riducenti) necessari per generare i desossi-derivati delle basi azotate. Le cellule vengono così bloccate nella fase S (ciclante o  di sintesi nucleica) e vengono uccise per incapacità a completare il ciclo cellulare.
Tuttavia è stato spesso riportato, in studi in vitro con cellule tumorali, come l'HDU fosse capace di indurre il differenziamento dei blasti maligni, ma nessuna spiegazione molecolare è stata mai fornita. Il meccanismo è stato scoperto all'inizio di questo decennio. Agendo similarmente come per la RDPR, il gruppo -NHOH fa da chelante per un'altra categoria di enzimi nucleari chiamati istone deacetilasi (HDACs; ne esistono circa 10 isoforme), che controllano l'espressione genica tramite la rimozione di gruppi acetile degli istoni associati al DNA. Le HDACs contengono un atomo di zinco essenziale alla catalisi; l"HDU lo rende semplicemente incapace di modificare il substrato. Tramite questo meccanismo l'HDU promuove l'espressione del proto-oncogene c-Jun necessario alla proliferazione cellulare (vedere ref. bibl.).
Esiste potenzialmente un terzo meccanismo con cui l'HDU risulta citotossica o mutagena ed è stato scoperto casualmente qualche anno fa. L'HDU può fungere da substrato dell'enzima intracellulare catalasi (enzima coinvolto nella detossificazione dell'acqua ossigenata derivata dal metabolismo ossidativo). In presenza di perossido di idrogeno, la catalasi scinde anche la molecola dell'HDU generando monossido di azoto (·N=O) e la sua controparte non radicalica chiamata nitrossile (H-N=O). A livello intracellulare, queste due specie chimiche possono inattivare molte proteine che usano i residui dell'amminoacido cisteina nel loro sito catalitico (ad esempio molti enzimi anti-ossidanti). Come risultato, le cellule muoiono per eccesso di stress ossidativo che non può essere contrastato, dato che le maggiori proteine anti-ossidanti sono inattivate.

## Usi clinici
L'HDU trova principale impiego nelle seguenti patologie:
- nelle emopatie, come le varie forme di sindromi mieloproliferative (policitemia vera, trombocitosi essenziale, ecc.);
- meno frequentemente in certi subtipi di leucemia;
- ha trovato indicazioni molto limitate anche nella cura dei carcinomi ovarici, nel tumore della cervice uterina (associata alla radioterapia), nei tumori cerebrali e nel melanoma;
- nella terapia dell'anemia a cellule falciformi. Per il suo potere di modificare gli enzimi HDACs, permette alle cellule midollari di esprimere nuovamente le catene gamma dell'emoglobina (di tipo fetale) che hanno una maggiore affinità per l'ossigeno;
- nell'AIDS, spesso venendo associata ad altri farmaci anti-retrovirali.

I più comuni effetti collaterali sono la leucopenia (diminuzione delle cellule immunitarie), che di solito si attenua entro alcuni giorni dalla sospensione, la megaloblastosi (precursori midollari delle piastrine in circolo) ed una certa tossicità gastrointestinale. La terapia cronica può portare a delle modificazioni cutanee permanenti (soprattutto inscurimento ed una certa atrofia).
Queste sue caratterisctiche ne fanno di sicuro il farmaco anti-tumorale con il più alto profilo di sicurezza, maneggevolezza e tollerabilità.